# Egyptische kast

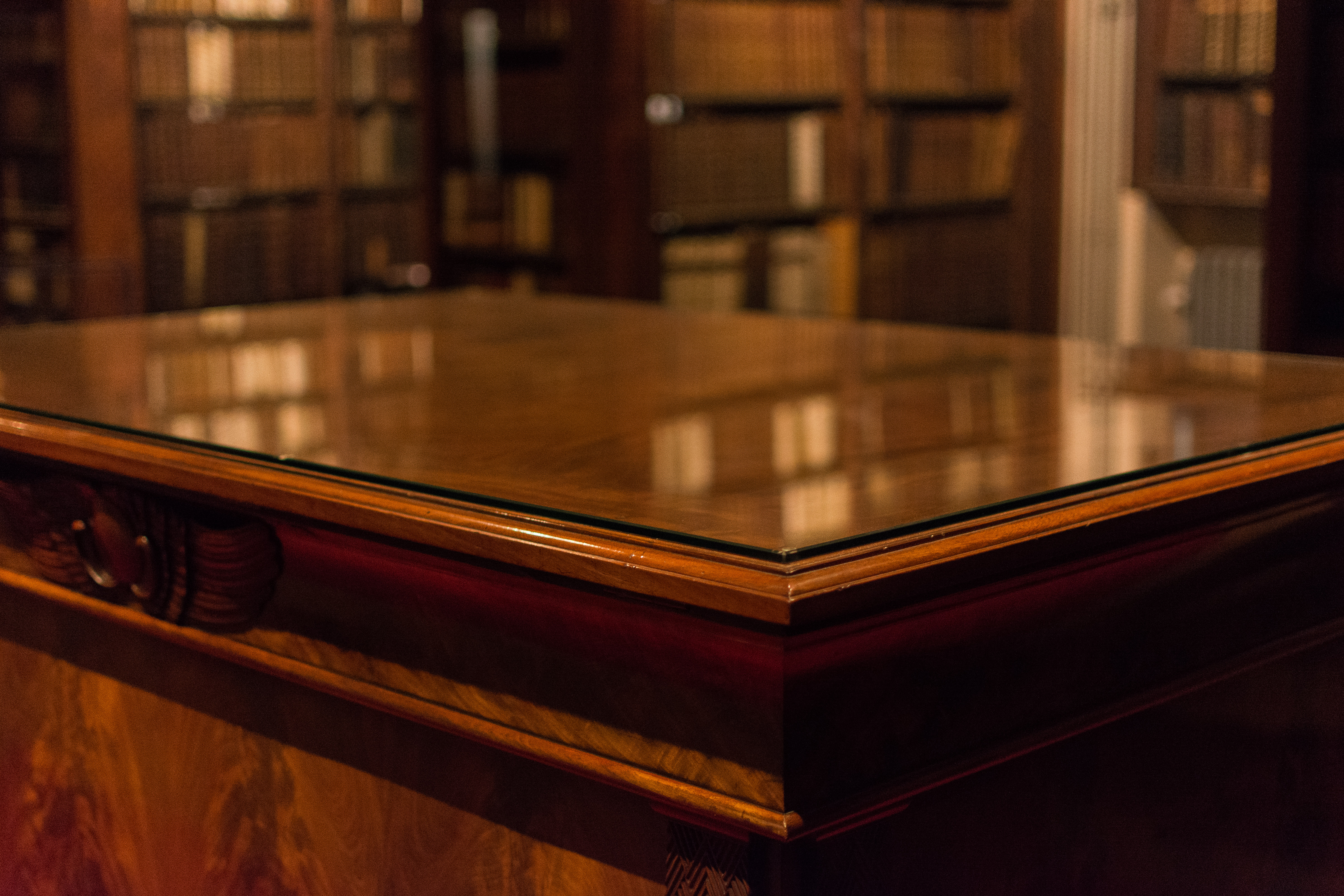
Egyptische kast

De Egyptische kast is een van de pronkstukken in de Antwerpse Erfgoedbibliotheek Hendrik Conscience die tentoongesteld staat in de Nottebohmzaal.

## Oorsprong en geschiedenis
Het is niet geweten wanneer de Egyptische kast ontstaan is of wie er de maker van was. Het gebruik van het meubel en de vermoedelijke reden waarom het gebouwd was zijn wel bekend. Wilhelm I van Duitsland had de kast aan de stad Antwerpen geschonken met daarin het twaalfdelige Denkmäler aus Aegypten und Aethiopien van Karl Richard Lepsius, dit werk lag aan de basis van de creatie van de kast. Aangezien de kast om deze reden vervaardigd werd kan aangenomen worden dat de kast tussen 1849 en 1859 gemaakt is. Deze twaalf foliobanden met 894 platen waren een belangrijk werk voor de Egyptologie.
De boekbanden werden geschonken op verzoek van Jean-Baptiste Nothomb die de werken wou gebruiken als inspiratie voor leraars en leerlingen aan de Koninklijke Academie voor Schone Kunsten van Antwerpen. In de 19de eeuw was er namelijk een grote belangstelling gekomen voor Egypte door de wetenschappelijke expedities die Napoleon Bonaparte had gemaakt in 1798 en 1799. De bevindingen van deze reizen zijn te vinden in het dertiendelige werk Déscription de l'Egypte. Na de tentoonstelling van de schenking in de Venusstraat heeft het een plek gekregen in de Stadsbibliotheek (de latere Erfgoedbibliotheek Hendrik Conscience) waar de boekbanden bewaard worden in de Egyptische kast samen met de Déscription de l'Egypte.
Het werk van Lepsius dat in de kast zit werd als inspiratiebron gebruikt voor het ontwerp van de Egyptische Tempel in de ZOO Antwerpen.
De kast werd in 2005 samen met de boekbanden gerestaureerd.
De kast was van 20/09/2012 tot 10/02/2013 deel van de tentoonstelling Edouard en Cleopatra. De egyptomanie sinds de 19e eeuw te Villa Empain.

## De kast zelf
De Egyptische kast is een vrijstaand meubel gemaakt van linde- en eikenhout gefineerd met bloemfineer van Cuba of Honduras mahonie. Het is uitgewerkt als een soort cenotaaf met een holle keellijst en een brede, zware basis zonder poten. Bovenaan is er een deksel dat met behulp van een pianoscharnier kan worden opengezet. Aan de rechterzijde van de kast bevindt zich een deur, eveneens voorzien van een pianoscharnier in messing met een eenvoudig slot. Binnenin bestaat het uit een houten bak met 8 volledig uitschuifbare legborden. Op deze legborden vindt men telkens 2 boekbanden per legbord. De hoekstijlen en de bovenste gordel van de kast zijn versierd met Egyptisch geïnspireerd houtsnijwerk. De niet-vergulde kapitelen vertonen uitgestoken Egyptische vrouwenhoofden, getopt door geometrisch vlechtwerk. In het midden van de kroonlijsten aan voor-en achterzijde bevinden zich een zonneschijf, geflankeerd door twee uraei-slangen of opgerichte cobra's met twee breed uitgestrekte vleugels als achtergrond.